# Dravuni
Dravuni (IPA: nra βu Ni) je vulkanický atol z Souostroví Kadavu na jihu Fidži. Má rozlohu 0,8 km čtverečních a nachází se na 18,78° jižní šířky a 178,53° východní délky. Maximální výška je 40 metrů. Ostrov má asi 200 obyvatel žijících v jediné vesnici.
Fidžijský ministr zahraničí, dřívější diplomat, Kaliopate Tavola pochází z Dravuni.